# Italian Harmonists
Gli Italian Harmonists sono un gruppo vocale italiano formato interamente da artisti del coro del Teatro alla Scala, che esegue in maniera filologicamente aderente all'armonia originale dei brani, un vasto repertorio che comprende musica classica vocale, lied, arie d'opera, intermezzi operistici e brani da musical, arrivando fino a canzoni degli anni trenta e quaranta, in lingua italiana, inglese, francese e soprattutto in lingua tedesca.
Il loro repertorio classico comprende brani di Luigi Boccherini, Robert Schumann, Franz Schubert, Gioachino Rossini, Johannes Brahms, Antonín Dvořák, Giuseppe Verdi, Giacomo Puccini e Leonard Bernstein mentre nel repertorio canzonettistico comprendono brani come Crapa pelada (di Gorni Kramer), Quel motivetto che mi piace tanto, Bellezze in bicicletta, Tornerai (di Dino Olivieri e Nino Rastelli, già cavallo di battaglia della cantante Dalida nella versione in lingua francese J'attandrai).
Altri brani da loro interpretati sono La leggenda di Radames (lanciata dal Quartetto Cetra), Schöne Isabella Von Kastillen (dei berlinesi Comedian Harmonists, attivi negli anni venti e trenta) e Quando la radio (brano che dà il titolo anche al loro album d'esordio).

## Storia
Gli Italian Harmonists derivano da un precedente gruppo vocale - i Comici Armonici - nato nel 2003 per iniziativa di Andrea Semeraro, tenore nativo di Trieste e artista del coro presso il Teatro alla Scala di Milano, il quale già nel 1999, quando era impegnato con il coro del Teatro Regio di Torino, aveva maturato l'idea di fondare un quintetto vocale il cui repertorio fosse ispirato alle musiche del film Comedian Harmonists.
La pellicola, di produzione tedesca, narra le vicende di un gruppo vocale di Berlino che, negli anni del nazismo, raggiunse il successo prima che tre dei suoi componenti, di religione ebraica, venissero colpiti dalle leggi razziali.
Per raggiungere l'obiettivo di una ricerca filologica dei materiali musicali dei Comedian Harmonists, i componenti del gruppo originario dei Comici Armonici si erano preparati studiando gli arrangiamenti originali pubblicati dalla Werner Bosse Verlag di Kassell e tenendo concerti comprendenti esclusivamente brani in lingua tedesca.
L'abbandono del cantante in registro di basso dopo la prima serie di repliche e il conseguente subentro dell'italo-argentino Bussolini, hanno poi portato nel 2006 all'acquisizione del nuovo nome e all'ampliamento del repertorio a canzoni italiane degli anni trenta.
Nel 2007, oltre alla prosecuzione degli spettacoli teatrali, si sono aggiudicati il premio Carosone intitolato al popolare artista con uno show tenuto all'Arena Flegrea di Napoli, con il brano Tre numeri al lotto.
Nel 2008 il lavoro di ricerca degli Italian Harmonists, con gli arrangiamenti di Jader Costa, è stato riprodotto nelle quindici tracce del loro CD dal titolo Italian Harmonists ed è stato presentato al pubblico milanese del Teatro Derby.
Il 2 aprile 2008 hanno tenuto un concerto in diretta radiofonica per la trasmissione La stanza della musica diffusa su Radio3 Suite per Radio3.
Il 12 ottobre 2008 sono stati ospiti della trasmissione I concerti dal Quirinale, in diretta radiofonica nazionale ed europea, eseguendo per intero il loro spettacolo.
Oltre all'attività concertistica in tutta Italia (tra cui Trapani, Messina, Palermo, Trieste, Torino, Milano) le tappe più significative della loro attività artistica sono l'esibizione al Teatro "A. Ponchielli" di Cremona, la partecipazione al BEA 2012 (Best Events Awards) presso la sede del Sole24ore a Milano e l'esibizione al "Blue Note" di Milano.
Nel 2013 hanno ricevuto la medaglia d'argento dalla Regione Lombardia, consegnata durante il Premio Internazionale La Torretta, con questa motivazione: 
Nel 2018 hanno realizzato il loro primo videoclip musicale, Classicheggiando, con spezzoni di brani tratti dal loro secondo album. Il video è girato dal giovane regista Francesco Termini.
Nel 2019 hanno partecipato al Rossini Opera Festival e nell'autunno dello stesso anno sono stati ospiti su Rai5 della trasmissione Nessun dorma.

## Formazione
I suoi componenti - di formazione milanese e con esperienze come musicisti in diverse orchestre italiane - sono:
- Michele Mauro, tenore (prec. Antonio Murgo 2006-2014 - Massimiliano Di Fino 2014 - 2020)
- Luca di Gioia, tenore
- Andrea Semeraro, tenore e fondatore
- Giorgio Tiboni, tenore
- Sandro Chiri, basso (Guillermo Bussolini dal 2006 al 2013)
- Jader Costa, pianista (compositore, organista e clavicembalista), cura gli arrangiamenti musicali dei brani.

## Discografia
- 2008 - Quando la radio... (etichetta P-NUTS IH001)
- 2009 - Italian Harmonists (autoprodotto Italian Harmonists)
- 2018 - Classicheggiando (etichetta Preludio)